# François Dortet de Tessan
Pour les articles homonymes, voir Dortet de Tessan.
François Dortet de Tessan, seigneur de l'Espigarié, seigneur de Tessan, est né au Vigan le 11 octobre 1760 et décédé au Vigan le 14 décembre 1847. 
Il est le fils de Pierre Dortet de Tessan et de Madeleine de Bérenger de Caladon.

## Biographie
Destiné à l'état ecclésiastique, il fit ses études à Saint-Sulpice, puis il entra aux chevau-légers de la garde du roi jusqu'à la suppression du corps. Élu membre du bureau de conciliation près du tribunal du district du Vigan en 1790, il devient officier municipal en 1792. Après la mort du roi, il s'enrôle dans l'armée des Pyrénées-Orientales où il fit campagne, puis il obtint son congé avec le grade de capitaine de cavalerie de la Garde nationale du Gard, le 3 août 1793.
Il fut destitué par Borie représentant en mission, puis devint président du conseil de l'administration cantonale en 1797.
Dans la nuit du 15 au 16 février 1797, il fut blessé d'un coup de baïonnette lors de l’arrestation de Ferré dit Belle Rose au Vigan.
Conseiller municipal du Vigan en l'an VIII, conseiller général du Gard l'année suivante et enfin maire du Vigan de 1808 à 1815, il fut membre d'une députation départementale auprès de Napoléon Ier (en juin-août 1806).
Après les Cent-Jours, il fut nommé le 2 août 1815 sous-préfet de Lodève et installé le 24 août. En 1820 il devint sous-préfet du Vigan, poste qu'il conserva jusqu'à la fin de la Restauration.

## Sources
- Sa généalogie sur le site Geneanet de Martine de Lajudie